# أوروثيومالات الصوديوم
أوروثيومالات الصوديوم هو مركب كيميائي صيغته C4H4AuNaO4S؛ وهو مركب ذهب عضوي يستخدم دواءً مضاداً للروماتويد ومعدلاً لسير المرض.
يعد أوروثيومالات الصوديوم بالإضافة إلى أورانوفين أحد الأدوية القليلة التي ترتكز في بنيتها على الذهب، ولا تزال مستخدمة في الوصفات الطبية الحديثة.